# Léopold Turck
Pour les articles homonymes, voir Turck.
Léopold  Turck né à Nancy le 11 novembre 1797 et mort à Gray le 5 juin 1887 est un médecin, professeur d'Université, et un homme politique, Commissaire du gouvernement du département des Vosges pendant le Gouvernement provisoire de 1848, et député des Vosges.

## Biographie
Après des études secondaires au Lycée de Nancy, il s'inscrit à la Faculté de médecine de Paris puis à celle de Strasbourg.
Lors de la révolution de février 1848 il est nommé Commissaire du gouvernement provisoire des Vosges en poste à Épinal. Il refusera l'indemnité de 40 francs par jour attribuée à cette fonction. En désaccord avec les directives des circulaire d'Alexandre Ledru-Rollin, il donnera sa démission et se présentera aux suffrages comme représentant des Vosges à l'Assemblée constituante. Il sera élu le 23 avril 1848 : il sera de nombreuses fois publié dans Le Journal des Vosges. Nommé préfet des Vosges fin juin 1848, il est révoqué et remplacé le 19 juillet par Saint-Marc.   

## Œuvres
- Du mode d'action des eaux minéro-thermales de Plombières, éd. Hérisé, 1834
- L'Acupuncture, 1836
- Essai sur le cancer, 1842
- Mémoire sur la nature de la fièvre typhoïde et sur le traitement à lui opposer, 1843
- Mémoire sur la nature de la folie et sur le traitement à lui opposer, 1845
- De la nature et du traitement de la fièvre typhoïde, 1846
- De la vieillesse considérée comme maladie et des moyens de la combattre, 1852
- Du Phosphore et de quelques phosphates aux points de vue physiologique, pathologique et thérapeutique, 1856
- Études sur les paralysies
- Nouveau mémoire sur la nature et le traitement de la folie, 1862
- L'École aliéniste française. L'isolement des fous dans les asiles, l'influence détestable de ceux-ci ; insuffisance de la protection que la loi accorde à l'aliéné
- Pétition au Sénat sur le régime des aliénés en France, 1865
- Encore les aliénistes et les asiles, 1866
- Un dernier mot du Dr L. Turck, à l'appui de sa pétition au Sénat sur le régime des aliénés en France, 1866
- Observations du Dr Turck adressées à M. le sénateur Suin, rapporteur de sa pétition, sur le régime des aliénés en France, et les nombreux inconvénients de la loi de 1838 sur cette matière, 1867
- Médecine populaire ou premiers soins à donner aux malades et aux blessés en l'absence du médecin, 1860, rééd. Nabu Press, 2012,  (ISBN 1274647657)